# توپلی دول
توپلی دول (به صربی: Topli Dol) یک منطقهٔ مسکونی در صربستان است که در سوردولیکا واقع شده‌است. توپلی دول ۲۴٫۶۶ کیلومتر مربع مساحت و ۵۸ نفر جمعیت دارد و ۱٬۳۲۵ متر بالاتر از سطح دریا واقع شده‌است.